# Norman House
Norman House på Steep Hill i Lincoln, England er en historiske bygning og et eksempel på normannisk arkitektur.
Bygning ligger på nr. 46-47 Steep Hill og 7 Christ's Hospital Terrace. Arkitekturen indikerer at den blev opført mellem 1170 og 1180. Bygningen var i mange år kendt som "Aaron the Jew's House", og den omtales under dette navn i mange kilder, da den menes at have været bopæl for Aaron af Lincoln (ca. 1125–1186), although this is now considered incorrect.
I mange år blev bygningen brugt som butik, og for nuværende bliver den brugt af et te-importørfirma.
Det er en listed building af første grad.